# Championnat de Corée du Sud de football de deuxième division 2022
Navigation
K League 2 2021 K League 2 2023
La saison 2022 du Championnat de Corée du Sud de football D2 est la 10e édition de la deuxième division sud-coréenne, la K League 2. Les onze clubs engagés s'affrontent à quatre reprises lors de la phase régulière. Le premier du classement est promu, Les deuxième, troisième, quatrième et cinquième du classement disputent un tournoi de qualification dont le vainqueur affronte une formation de première division pour les barrages de montée.

## Clubs de la saison 2022

### Les 11 clubs participants
| \| Ansan Anyang Bucheon Busan IPark Chungnam Asan Daejeon Citizen Gimpo Gwangju Gyeongnam (Changwon) Gyeongnam (Jinju) Jeonnam Dragons Séoul ELand \| Localisation des clubs |
| Ansan Anyang Bucheon Busan IPark Chungnam Asan Daejeon Citizen Gimpo Gwangju Gyeongnam (Changwon) Gyeongnam (Jinju) Jeonnam Dragons Séoul ELand                              |

| Club                 | En K League 2 depuis | Classement 2021                               | Entraîneur            | Depuis | Stade                                                                                      | Ville          | Capacité      | Nombre de saisons en K League 2 |
| -------------------- | -------------------- | --------------------------------------------- | --------------------- | ------ | ------------------------------------------------------------------------------------------ | -------------- | ------------- | ------------------------------- |
| Gwangju              | 2022                 | 12e (K1)                                      | LEE Jeong-hyo         | 2011   | Stade de football de Gwangju                                                               | Gwangju        | 10 000        | 5                               |
| FC Anyang            | 2013                 | 2e                                            | LEE Woo-hyung         | 2013   | Stade d'Anyang (en)                                                                        | Anyang         | 17 143        | 10                              |
| Daejeon Hana Citizen | 2016                 | 3e (Perdu au barrage de promotion-relégation) | LEE Min-sung          | 1997   | Stade de la Coupe du monde de Daejeon                                                      | Daejeon        | 40 535        | 8                               |
| Jeonnam Dragons      | 2019                 | 4e                                            | JEON Kyung-Jun        | 1995   | Stade de Gwangyang                                                                         | Gwangyang      | 14 284        | 4                               |
| Busan IPark          | 2021                 | 5e                                            | Ricardo Martins Peres | 1984   | Stade Asiade de Busan                                                                      | Busan          | 53 769        | 6                               |
| Gyeongnam FC         | 2020                 | 6e                                            | SEOL Ki-hyeon         | 2019   | Stade de Jinju (en)(février à septembre 2022) Stade de Changwon(septembre à novembre 2022) | Jinju Changwon | 20 116 20 245 | 6                               |
| Ansan Greeners       | 2017                 | 7e                                            | CHO Min-Kook          | 2017   | Stade d'Ansan Wa~ (en)                                                                     | Ansan          | 35 000        | 6                               |
| Chungnam Asan        | 2020                 | 8e                                            | PARK Dong-hyuk        | 2020   | Stade d'Yi Sun Shin (en)                                                                   | Asan           | 19 283        | 3                               |
| Séoul E-Land         | 2015                 | 9e                                            | CHUNG Jung-yong       | 2015   | Stade de Mokdong (en)                                                                      | Séoul          | 20 036        | 8                               |
| Bucheon FC 1995      | 2013                 | 10e                                           | LEE Young-min         | 2013   | Stade de Bucheon (en)                                                                      | Bucheon        | 34 565        | 10                              |
| Gimpo FC             | 2022                 | (nouvelle équipe)                             | KO Jeong-Woon         | 2022   | Gimpo Solteo Sports Park                                                                   | Gimpo          | 10 000        | 1(début)                        |

### Stades
- Les stades utilisés en la K League 2:

| Ansan Greeners           | FC Anyang                | Bucheon FC 1995                                          | Busan IPark                                    | Chungnam Asan                  | Daejeon Citizen                       |
| ------------------------ | ------------------------ | -------------------------------------------------------- | ---------------------------------------------- | ------------------------------ | ------------------------------------- |
| Stade d'Ansan Wa~ (en)   | Stade Anyang (en)        | Stade Bucheon (en)                                       | Stade Asiade de Busan                          | Stade d'Yi Sun Shin (en)       | Stade de la Coupe du monde de Daejeon |
| Capacité : 35 000        | Capacité : 17 143        | Capacité : 19 283                                        | Capacité : 53 769                              | Capacité : 24 363              | Capacité : 40 535                     |
|                          |                          |                                                          |                                                |                                |                                       |
| Gimpo FC                 | Gwangju FC               | Gyeongnam FC                                             | Gyeongnam FC                                   | Jeonnam Dragons                | Séoul E-Land FC                       |
| Gimpo Solteo Sports Park | Gwangju Football Stadium | Centre de football de Changwon(février à septembre 2022) | Stade de Jinju (en)(septembre à novembre 2022) | Stade de football de Gwangyang | Stade de Mokdong (en)                 |
| Capacité : 5 000         | Capacité : 10 007        | Capacité : 15 074                                        | Capacité : 20 116                              | Capacité : 13 496              | Capacité : 15 511                     |
|                          |                          |                                                          |                                                |                                |                                       |

### Footballeurs étrangers
Une équipe peut utiliser un maximum de quatre footballeurs étrangers sur le terrain.
| Club            | Footballeur 1      | Footballeur 2        | Footballeur 3   | Footballeur asiatique | Footballeur ASEAN(Asie du Sud-Est) |
| --------------- | ------------------ | -------------------- | --------------- | --------------------- | ---------------------------------- |
| Ansan Greeners  | Anderson Canhoto   | Róbson Carlos Duarte | Thiago Henrique | Go Iwase              | Asnawi Mangkualam                  |
| FC Anyang       | Jonathan Moya      | Maxwell Acosty       | Andrigo         |                       |                                    |
| Bucheon FC 1995 | Nilson Júnior      | Samuel Nnamani       | Jorman Aguilar  |                       |                                    |
| Busan IPark     | Domagoj Drožđek    | Valentinos Sielis    |                 | Ryan Edwards          |                                    |
| Chungnam Asan   |                    |                      |                 |                       |                                    |
| Daejeon Citizen | Leandro            | Willyan              |                 | Masatoshi Ishida      |                                    |
| Gimpo FC        |                    |                      |                 |                       |                                    |
| Gwangju FC      | Reis               | Mike                 | Sandro Lima     | Aaron Calver          |                                    |
| Gyeongnam FC    | Hernandes          | Tiago Orobó          |                 | Ryonosuke Ohori       |                                    |
| Jeonnam Dragons | Jonathan Balotelli | Leonard Pllana       | Nika Kacharava  | Yuhei Sato            |                                    |
| Séoul E-Land FC | Felipe Cadenazzi   | Mauricio Asenjo      |                 | Tsubasa Nishi         |                                    |

Les nationaux nord-coréens (République Populaire Démocratique de Corée) sont considérés comme les nationaux sud-coréens (République de Corée) par la Constitution sud-coréenne, donc ils sont exclus de quota des joueurs étrangers.

## Compétition

### Règlement
Le classement est calculé avec le barème de points suivant : une victoire vaut trois points, le match nul un. La défaite ne rapporte aucun point.
Depuis la saison 2017, les critères de départage connaissent plusieurs modifications afin de mettre plus en avant les résultats en confrontations directes, bien que la différence de but générale reste le principal critère de départage en cas d'égalité de points. Ceux-ci se présentent donc ainsi :
1. plus grand nombre de points ;
2. plus grand nombre de buts marqués ;
3. plus grande différence de buts générale ;
4. plus grand nombre des victoires marqués ;
5. victoires → victoires
6. meilleure place au Challenge du fair-play (1 point par joueur averti, 3 points par joueur exclu)
7. tirages-au-sort

À la fin de la saison, la première équipe du classement accède à la K League 1. Le 3e et le 4e disputent un match de play-off dont le vainqueur affronte ensuite le 2e pour déterminer celui qui disputera un barrage en matchs aller-retour contre le 11e de K League 1.

### Classement
Le classement est établi sur le barème de points classique (victoire à 3 points, match nul à 1, défaite à 0).
| Rang | Équipe                 | Pts | J  | G  | N  | P  | Bp | Bc | Diff | PQ                                                            |
| ---- | ---------------------- | --- | -- | -- | -- | -- | -- | -- | ---- | ------------------------------------------------------------- |
| 1    | Gwangju FC (C, P)      | 86  | 40 | 25 | 11 | 4  | 68 | 32 | +36  | Promotion en K League 1                                       |
| 2    | Daejeon Citizen (O, P) | 74  | 40 | 21 | 11 | 8  | 70 | 45 | +25  | Qualification au Barrage 1 pour la promotion                  |
| 3    | FC Anyang              | 69  | 40 | 19 | 12 | 9  | 52 | 41 | +11  | Qualification au Barrages du Barrage 2 pour la promotion      |
| 4    | Bucheon FC 1995        | 61  | 40 | 17 | 10 | 13 | 52 | 44 | +8   | Qualification au Demi-barrages du Barrage 2 pour la promotion |
| 5    | Gyeongnam FC           | 56  | 40 | 16 | 8  | 16 | 60 | 61 | −1   | Qualification au Demi-barrages du Barrage 2 pour la promotion |
| 6    | Chungnam Asan          | 52  | 40 | 13 | 13 | 14 | 39 | 44 | −5   |                                                               |
| 7    | Séoul E-Land FC        | 48  | 40 | 11 | 15 | 14 | 46 | 47 | −1   |                                                               |
| 8    | Gimpo FC               | 41  | 40 | 10 | 11 | 19 | 39 | 65 | −26  |                                                               |
| 9    | Ansan Greeners         | 37  | 40 | 8  | 13 | 19 | 49 | 67 | −18  |                                                               |
| 10   | Busan IPark            | 36  | 40 | 9  | 9  | 22 | 34 | 52 | −18  |                                                               |
| 11   | Jeonnam Dragons        | 35  | 40 | 6  | 17 | 17 | 47 | 58 | −11  |                                                               |

### Leader par journée
|       | ——    | ——      | ——      | ——     | ——      | ——      | ——      | ——      | ——      | ——      | ——      | ——      | ——      | ——      | ——      | ——      | ——      | ——      | ——      | ——      | ——      | ——      | ——      | ——      | ——      | ——      | ——      | ——      | ——      | ——      | ——      | ——      | ——      | ——      | ——      | ——      | ——      | ——      | ——      | ——      | ——      | ——      | ——      | —— |  |
| Gimpo | Gimpo | Bucheon | Bucheon | Anyang | Bucheon | Bucheon | Bucheon | Gwangju | Gwangju | Bucheon | Gwangju | Gwangju | Gwangju | Gwangju | Gwangju | Gwangju | Gwangju | Gwangju | Gwangju | Gwangju | Gwangju | Gwangju | Gwangju | Gwangju | Gwangju | Gwangju | Gwangju | Gwangju | Gwangju | Gwangju | Gwangju | Gwangju | Gwangju | Gwangju | Gwangju | Gwangju | Gwangju | Gwangju | Gwangju | Gwangju | Gwangju | Gwangju | Gwangju |    |  |
|       |       |         |         |        |         |         |         |         |         |         |         |         |         |         |         |         |         |         |         |         |         |         |         |         |         |         |         |         |         |         |         |         |         |         |         |         |         |         |         |         |         |         |         |    |  |
|       |       |         |         |        |         |         |         |         |         |         |         |         |         |         |         |         |         |         |         |         |         |         |         |         |         |         |         |         |         |         |         |         |         |         |         |         |         |         |         |         |         |         |         |    |  |
| 1     | 2     | 3       | 4       | 5      | 6       | 7       | 8       | 9       | 10      | 11      | 12      | 13      | 14      | 15      | 16      | 17      | 18      | 19      | 20      | 21      | 22      | 23      | 24      | 25      | 26      | 27      | 28      | 29      | 30      | 31      | 32      | 33      | 34      | 35      | 36      | 37      | 38      | 39      | 40      | 41      | 42      | 43      | 44      |    |  |

### Lanterne rouge par journée
|         | ——      | ——      | ——    | ——    | ——    | ——    | ——    | ——    | ——    | ——    | ——    | ——    | ——    | ——    | ——    | ——    | ——    | ——    | ——    | ——    | ——    | ——    | ——    | ——    | ——    | ——    | ——    | ——    | ——    | ——    | ——    | ——    | ——    | ——    | ——    | ——    | ——    | ——    | ——    | ——    | ——    | ——    | ——      | —— |  |
| Jeonnam | Jeonnam | Jeonnam | Ansan | Ansan | Busan | Ansan | Ansan | Ansan | Ansan | Busan | Ansan | Busan | Ansan | Ansan | Ansan | Ansan | Busan | Ansan | Ansan | Ansan | Busan | Busan | Ansan | Ansan | Ansan | Busan | Busan | Busan | Busan | Busan | Busan | Busan | Busan | Busan | Busan | Busan | Busan | Busan | Busan | Busan | Busan | Busan | Jeonnam |    |  |
|         |         |         |       |       |       |       |       |       |       |       |       |       |       |       |       |       |       |       |       |       |       |       |       |       |       |       |       |       |       |       |       |       |       |       |       |       |       |       |       |       |       |       |         |    |  |
|         |         |         |       |       |       |       |       |       |       |       |       |       |       |       |       |       |       |       |       |       |       |       |       |       |       |       |       |       |       |       |       |       |       |       |       |       |       |       |       |       |       |       |         |    |  |
| 1       | 2       | 3       | 4     | 5     | 6     | 7     | 8     | 9     | 10    | 11    | 12    | 13    | 14    | 15    | 16    | 17    | 18    | 19    | 20    | 21    | 22    | 23    | 24    | 25    | 26    | 27    | 28    | 29    | 30    | 31    | 32    | 33    | 34    | 35    | 36    | 37    | 38    | 39    | 40    | 41    | 42    | 43    | 44      |    |  |

### Évolution du classement

#### Journées 1-22
| Journées →      | 1  | 2  | 3  | 4  | 5  | 6  | 7  | 8  | 9  | 10 | 11 | 12 | 13 | 14 | 15 | 16 | 17 | 18 | 19 | 20 | 21 | 22 |
| --------------- | -- | -- | -- | -- | -- | -- | -- | -- | -- | -- | -- | -- | -- | -- | -- | -- | -- | -- | -- | -- | -- | -- |
| Gwangju FC      | 8  | 4  | 6  | 6  | 3  | 4  | 2  | 2  | 1  | 1  | 2  | 1  | 1  | 1  | 1  | 1  | 1  | 1  | 1  | 1  | 1  | 1  |
| Daejeon Citizen | 9  | 10 | 10 | 9  | 9  | 9  | 5  | 6  | 4  | 4  | 3  | 3  | 3  | 3  | 3  | 3  | 3  | 2  | 2  | 2  | 2  | 2  |
| Bucheon FC 1995 | 6  | 3  | 1  | 1  | 2  | 1  | 1  | 1  | 3  | 2  | 1  | 2  | 2  | 2  | 2  | 2  | 2  | 3  | 3  | 3  | 3  | 4  |
| FC Anyang       | 2  | 2  | 3  | 2  | 1  | 2  | 3  | 3  | 2  | 3  | 4  | 4  | 4  | 4  | 4  | 4  | 4  | 4  | 4  | 5  | 4  | 3  |
| Chungnam Asan   | 6  | 9  | 8  | 10 | 8  | 8  | 9  | 7  | 7  | 6  | 8  | 5  | 5  | 5  | 5  | 5  | 5  | 5  | 5  | 4  | 5  | 5  |
| Gyeongnam FC    | 10 | 5  | 2  | 5  | 7  | 6  | 7  | 8  | 8  | 9  | 9  | 8  | 6  | 6  | 6  | 6  | 6  | 6  | 6  | 6  | 6  | 6  |
| Séoul E-Land FC | 2  | 6  | 5  | 4  | 5  | 5  | 6  | 5  | 6  | 7  | 5  | 6  | 7  | 7  | 7  | 7  | 7  | 7  | 7  | 7  | 7  | 7  |
| Gimpo FC        | 1  | 1  | 4  | 3  | 4  | 7  | 8  | 9  | 9  | 8  | 7  | 9  | 9  | 8  | 9  | 9  | 9  | 8  | 8  | 9  | 8  | 8  |
| Jeonnam Dragons | 10 | 11 | 11 | 7  | 6  | 3  | 4  | 4  | 5  | 5  | 6  | 7  | 8  | 9  | 8  | 8  | 8  | 9  | 9  | 8  | 9  | 9  |
| Ansan Greeners  | 4  | 8  | 9  | 11 | 11 | 10 | 11 | 11 | 11 | 11 | 10 | 10 | 10 | 11 | 11 | 11 | 11 | 10 | 11 | 11 | 11 | 10 |
| Busan IPark     | 4  | 7  | 7  | 8  | 10 | 11 | 10 | 10 | 10 | 10 | 11 | 11 | 11 | 10 | 10 | 10 | 10 | 11 | 10 | 10 | 10 | 11 |

#### Journées 23-44
| Journées →      | 23 | 24 | 25 | 26 | 27 | 28 | 29 | 30 | 31 | 32 | 33 | 34 | 35 | 36 | 37 | 38 | 39 | 40 | 41 | 42 | 43 | 44 |
| --------------- | -- | -- | -- | -- | -- | -- | -- | -- | -- | -- | -- | -- | -- | -- | -- | -- | -- | -- | -- | -- | -- | -- |
| Gwangju FC      | 1  | 1  | 1  | 1  | 1  | 1  | 1  | 1  | 1  | 1  | 1  | 1  | 1  | 1  | 1  | 1  | 1  | 1  | 1  | 1  | 1  | 1  |
| Daejeon Citizen | 2  | 2  | 2  | 2  | 2  | 3  | 2  | 4  | 4  | 2  | 3  | 3  | 3  | 3  | 4  | 4  | 3  | 4  | 2  | 3  | 2  | 2  |
| FC Anyang       | 4  | 3  | 3  | 3  | 3  | 2  | 4  | 3  | 3  | 4  | 2  | 2  | 2  | 2  | 2  | 2  | 2  | 2  | 3  | 2  | 3  | 3  |
| Bucheon FC 1995 | 3  | 4  | 4  | 4  | 4  | 3  | 3  | 2  | 2  | 3  | 4  | 4  | 4  | 4  | 3  | 3  | 4  | 3  | 4  | 4  | 4  | 4  |
| Gyeongnam FC    | 6  | 6  | 6  | 6  | 6  | 5  | 6  | 6  | 6  | 6  | 5  | 5  | 5  | 6  | 6  | 6  | 5  | 6  | 5  | 5  | 5  | 5  |
| Chungnam Asan   | 5  | 5  | 5  | 5  | 5  | 5  | 6  | 5  | 5  | 5  | 6  | 6  | 6  | 5  | 5  | 5  | 6  | 5  | 6  | 7  | 6  | 6  |
| Séoul E-Land FC | 7  | 7  | 8  | 8  | 8  | 7  | 7  | 8  | 8  | 8  | 8  | 9  | 9  | 9  | 8  | 7  | 7  | 7  | 7  | 6  | 7  | 7  |
| Gimpo FC        | 8  | 8  | 7  | 7  | 7  | 7  | 7  | 7  | 7  | 7  | 7  | 7  | 7  | 7  | 9  | 9  | 9  | 9  | 8  | 8  | 8  | 8  |
| Ansan Greeners  | 10 | 11 | 11 | 11 | 10 | 9  | 9  | 9  | 9  | 9  | 9  | 8  | 8  | 8  | 7  | 8  | 8  | 8  | 9  | 9  | 9  | 9  |
| Busan IPark     | 11 | 10 | 10 | 10 | 11 | 11 | 11 | 11 | 11 | 11 | 11 | 11 | 11 | 11 | 11 | 11 | 11 | 11 | 11 | 11 | 11 | 10 |
| Jeonnam Dragons | 9  | 9  | 9  | 9  | 9  | 10 | 10 | 10 | 10 | 10 | 10 | 10 | 10 | 10 | 10 | 10 | 10 | 10 | 10 | 10 | 10 | 11 |

### Matchs
| Domicile \ Extérieur | ASG | AYG | BCN | BSI | CNAS | DJC | GIM | GJU | GNM | JND | SUE | ASG | AYG | BCN | BSI | CNAS | DJC | GIM | GJU | GNM | JND | SUE |
| -------------------- | --- | --- | --- | --- | ---- | --- | --- | --- | --- | --- | --- | --- | --- | --- | --- | ---- | --- | --- | --- | --- | --- | --- |
| Ansan Greeners       |     | 1–2 | 3–0 | 1–1 | 0–1  | 1–2 | 1–1 | 0–2 | 2–2 | 3–0 | 0–1 |     | 1–4 | 1–2 | 3–1 | 2–2  | 1–2 | 3–1 | 0–0 | 2–3 | 1–7 | 1–1 |
| FC Anyang            | 1–1 |     | 4–2 | 1–0 | 2–0  | 2–2 | 3–2 | 2–2 | 2–3 | 1–0 | 0–0 | 2–0 |     | 1–0 | 1–0 | 1–1  | 0–1 | 0–0 | 1–2 | 1–0 | 3–1 | 1–0 |
| Bucheon FC 1995      | 2–1 | 2–0 |     | 3–1 | 0–0  | 2–1 | 1–0 | 2–0 | 0–1 | 2–1 | 0–0 | 3–3 | 0–1 |     | 1–1 | 2–1  | 2–0 | 0–1 | 2–1 | 3–1 | 2–2 | 0–0 |
| Busan IPark          | 2–0 | 1–1 | 0–1 |     | 3–1  | 1–1 | 2–0 | 0–3 | 1–1 | 0–2 | 1–2 | 0–1 | 0–1 | 0–2 |     | 4–0  | 1–3 | 0–3 | 0–2 | 1–0 | 1–1 | 1–0 |
| Chungnam Asan        | 0–0 | 2–0 | 0–0 | 1–0 |      | 0–3 | 2–1 | 0–2 | 2–2 | 1–0 | 0–0 | 3–1 | 0–0 | 0–3 | 0–2 |      | 1–0 | 0–1 | 0–0 | 2–1 | 4–0 | 2–1 |
| Daejeon Hana Citizen | 0–0 | 1–1 | 1–0 | 4–3 | 2–1  |     | 4–4 | 1–1 | 4–1 | 3–2 | 2–1 | 2–0 | 2–3 | 3–1 | 3–0 | 1–1  |     | 1–1 | 2–2 | 3–0 | 2–1 | 3–1 |
| Gimpo FC             | 1–1 | 0–1 | 2–1 | 1–0 | 0–4  | 1–2 |     | 1–2 | 2–1 | 2–2 | 2–2 | 0–3 | 0–2 | 1–1 | 0–0 | 1–0  | 0–3 |     | 0–0 | 1–3 | 1–1 | 0–3 |
| Gwangju FC           | 2–0 | 4–0 | 1–0 | 1–0 | 2–1  | 2–0 | 1–2 |     | 1–4 | 1–0 | 2–1 | 3–0 | 0–0 | 2–1 | 1–0 | 3–2  | 1–0 | 2–1 |     | 4–0 | 1–1 | 1–0 |
| Gyeongnam FC         | 2–1 | 2–3 | 2–3 | 3–2 | 0–0  | 1–1 | 6–1 | 1–2 |     | 1–2 | 0–1 | 2–1 | 1–0 | 0–3 | 1–0 | 0–1  | 2–1 | 1–0 | 2–2 |     | 2–0 | 3–1 |
| Jeonnam Dragons      | 1–1 | 2–0 | 2–1 | 0–0 | 0–0  | 0–1 | 0–2 | 1–1 | 2–2 |     | 1–1 | 2–3 | 2–2 | 1–1 | 0–1 | 1–3  | 1–1 | 0–1 | 2–3 | 1–1 |     | 3–0 |
| Seoul E-Land         | 2–3 | 0–0 | 1–1 | 2–2 | 0–0  | 0–1 | 3–1 | 2–2 | 2–1 | 1–1 |     | 2–2 | 3–2 | 3–0 | 0–1 | 3–0  | 2–1 | 3–0 | 0–4 | 0–1 | 1–1 |     |

### Barrages de promotion-relégation
Le deuxième et le vainqueur des barrages pour promotion(troisième, quatrième et cinquième) du championnat affrontent respectivement l'onzième et le dixième de la première division à la fin de la saison dans le cadre de deux barrages des Matchs aller et retour.
Légende des couleurs
- Maintien en première division.
- Promotion en première division.
- Maintien en deuxième division.
- Relégation en deuxième division.

| Équipe                    | Aller | Total | Retour     | Équipe                       |
| ------------------------- | ----- | ----- | ---------- | ---------------------------- |
| FC Anyang (D2)            | 0-0   | 1-2   | 1(a.e.t.)2 | (D1) Suwon Samsung Bluewings |
| Daejeon Hana Citizen (D2) | 2-1   | 6-1   | 4-0        | (D1) Gimcheon Sangmu         |

| Match 1                           | Bucheon (en) 4e                      | 2 - 3 | Gyeongnam FC 5e                                          | Stade de Bucheon, Bucheon |  |
| Mercredi 19 octobre 19h00 (UTC+9) | Lee Dong-hee 61e · Song Hong-min 78e | (0-0) | 56e Mo Jae-hyeon · 74e Lee Gwang-jin · 90+5e Tiago Orobó |                           |  |

| Match 2                           | FC Anyang 3e | 0 - 0 | Gyeongnam FC 5e | Stade d'Anyang, Anyang |
| Dimanche 23 octobre 13h00 (UTC+9) |              |       |                 |                        |

| Barrage 1 aller                   | Daejeon Hana Citizen (L2)            | 2 - 1 | Gimcheon Sangmu (L1) | Stade de la Coupe du monde de Daejeon, Daejeon |  |
| Mercredi 26 octobre 19h30 (UTC+9) | Cho Yu-min (en) 35e · Ju Se-jong 74e | (1-1) | 22e Mun Ji-hwan (en) |                                                |  |

| Barrage 1 retour                | Gimcheon Sangmu (L1) | 0 - 4 | Daejeon Hana Citizen (L2)                                | Stade de Gimcheon, Gimcheon |                     |
| Samedi 29 octobre 16h00 (UTC+9) |                      | (0-1) | Lee Jin-hyun 31,53 · Kim In-gyun 74e · Kim Seung-sub 84e | Spectateurs : 2 918         | Spectateurs : 2 918 |

Daejeon Hana Citizen a gagné 6-1 au total et a été promu en K League 1, tandis que Gimcheon Sangmu a été relégué en K League 2.
| Barrage 2 aller                   | FC Anyang (L2) | 0 - 0 | Suwon Samsung Bluewings (L1) | Stade d'Anyang, Anyang |  |
| Mercredi 26 octobre 19h30 (UTC+9) |                | (0-0) |                              |                        |  |

| Barrage 2 retour                | Suwon Samsung Bluewings (L1)         | 2 - 1 | FC Anyang (L2) | Stade de la Coupe du monde de Suwon, Suwon |                      |
| Samedi 29 octobre 14h00 (UTC+9) | An Byong-jun 17e · Oh Hyeon-gyu 120e |       | Acosty 55e     | Spectateurs : 12,842                       | Spectateurs : 12,842 |

Suwon Samsung Bluewings a gagné 2-1 au total et a conservé sa place en K League 1, tandis queAnyang est resté en K League 2.